# Obora Židlov
Obora Židlov se rozkládá východně až jihovýchodně od města Mimoň, na katastrálních územích roztroušeného města Ralska (části: Kuřívody, Jabloneček, Svébořice, Náhlov a Ploužnice pod Ralskem), v okresu Česká Lípa Libereckého kraje. Obora spadá pod lesní správu Dolní Krupá mimoňské divize státního podniku Vojenské lesy a statky ČR. Svou výměrou 3 794 ha je Židlov druhou největší oborou v Česku, nadmořská výška se pohybuje v rozmezí 294–426 m.

## Popis

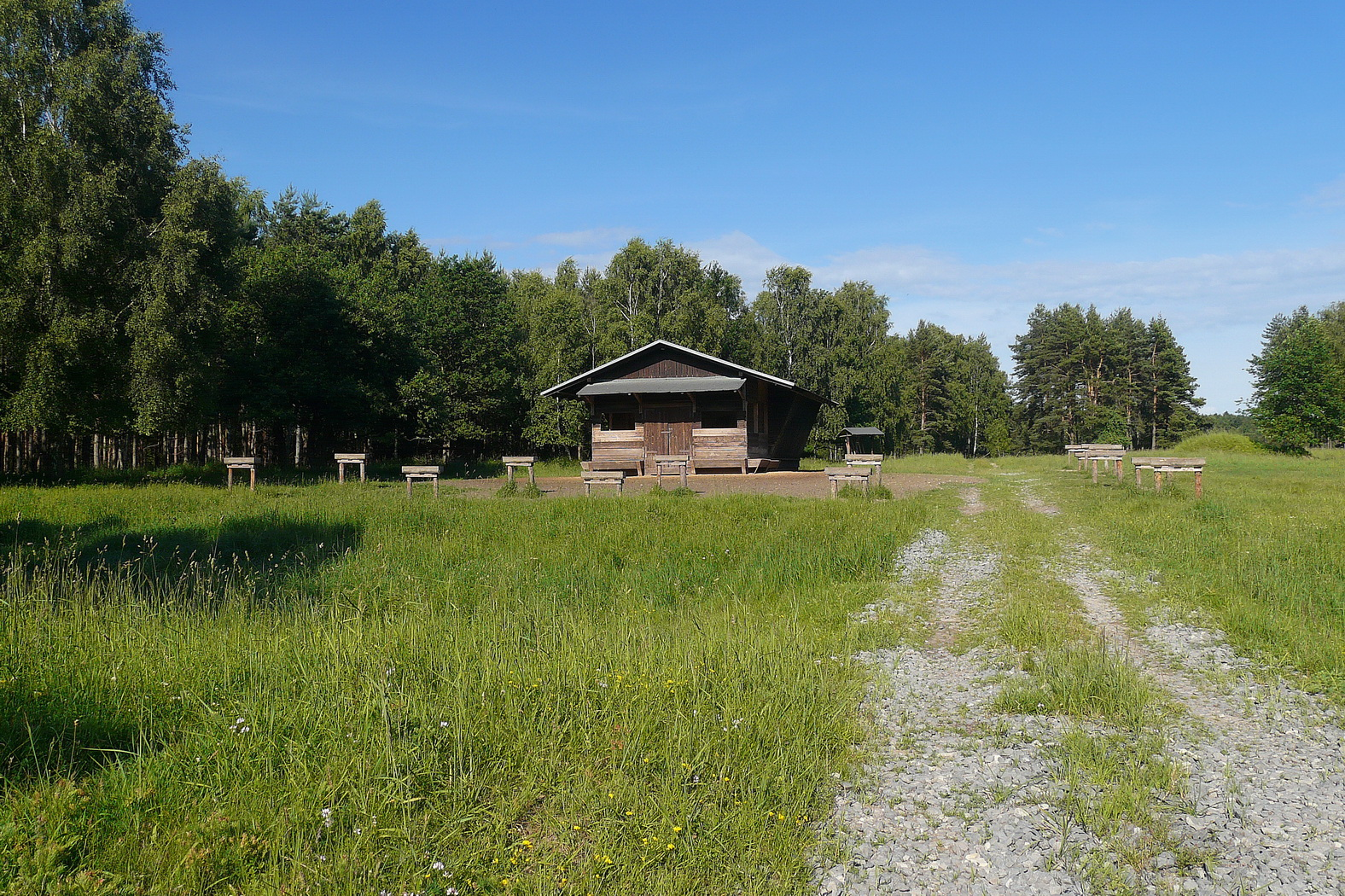
Krmelec v oboře Židlov

Obora byla založena v roce 2000 na území bývalého vojenského prostoru Ralsko, před jehož zřízením se zde nacházelo množství sídel, po kterých jsou dnes jen minimální stopy. Název obory byl převzat od jména zaniklé obce Židlov, která byla proměněna v tankovou střelnici. Z celkové výměry 3 786 ha připadá 2 121 ha na pozemky určené pro plnění funkcí lesa, 1 456 ha na ostatní plochy, 208 ha na zemědělskou půdu a 1 ha na vodní plochy.
Na území obory se nalézá pestrá paleta lesních společenstev. Rozsáhlé lesní komplexy jsou prostřídány dnes již zarůstajícími plochami, dříve využívanými Sovětskou armádou. Převážně písčité půdy předurčují dominantní dřevinu lesních porostů – borovici. Vedle borových lesů se však lze na území obory setkat též se smrkovými porosty a na vyvýšeninách i s buky a dalšími druhy dřevin. Na mnoha místech vystupují z terénu nejrůznější pískovcové útvary. Georeliéf obory tvoří členitá pahorkatina až vrchovina, nejvyšší bod je čedičový Lanův kopec (426 m n. m.) na severu obory. Vodní toky jsou na území obory poměrně vzácné, je to pouze Krupský potok na jihu u bývalé Horní Krupé a především Ploužnický potok na západě u Hvězdova včetně počátku jeho přítoku, Svébořického potoka.
Hlavním druhem zvěře je v oboře jelen evropský s cíleným početním stavem 700 kusů. Doplňkovou zvěří je muflon s normovanými stavy 300 kusů. V roce 2011 bylo unikátně vysazeno pětičlenné stádo zubra evropského s cílem dosažení stavu asi 25 kusů. Mezi tzv. doplňkovou zvěří je evidován daněk evropský, srnec obecný a prase divoké.
Zajímavostí je, že přes několik vjezdů se speciálními rošty je vstup do obory umožněn pěším i cyklistům, i když jen po vymezených cyklotrasách, zákaz vstupu je do klidové zóny obory. I tak se ale člověk může osobně setkat s divokou zvěří. Průjezd prostředků hromadné dopravy přes území obory je povolován pouze jednou v roce, a to v době konání landartového festivalu Proměny, který zde od roku 2016 pořádá Geopark Ralsko.

## Galerie

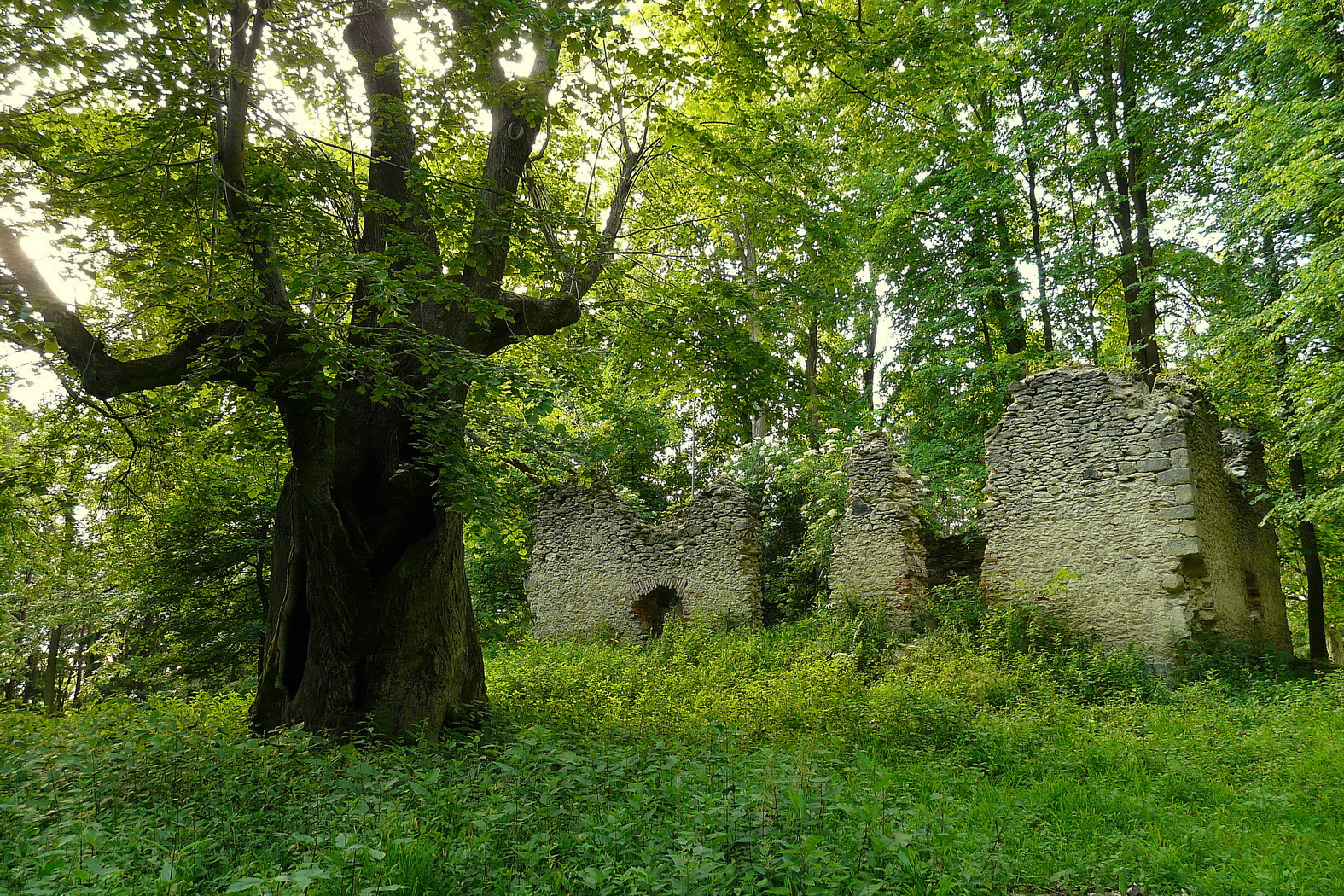
Chráněná lípa v bývalém Krupském dvoře
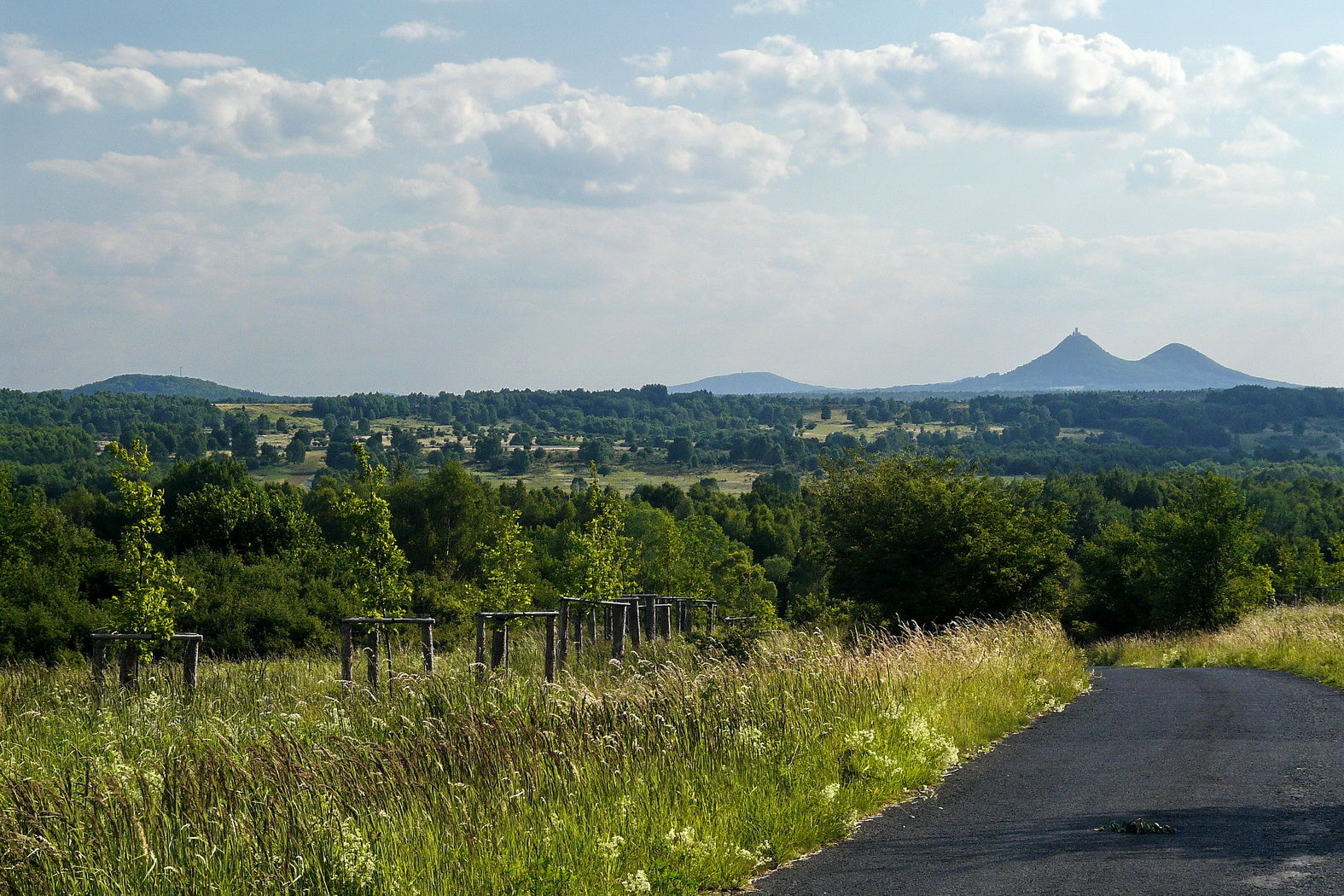
Výhled z obory na Bezděz a na Jezovskou a Vrátenskou horu
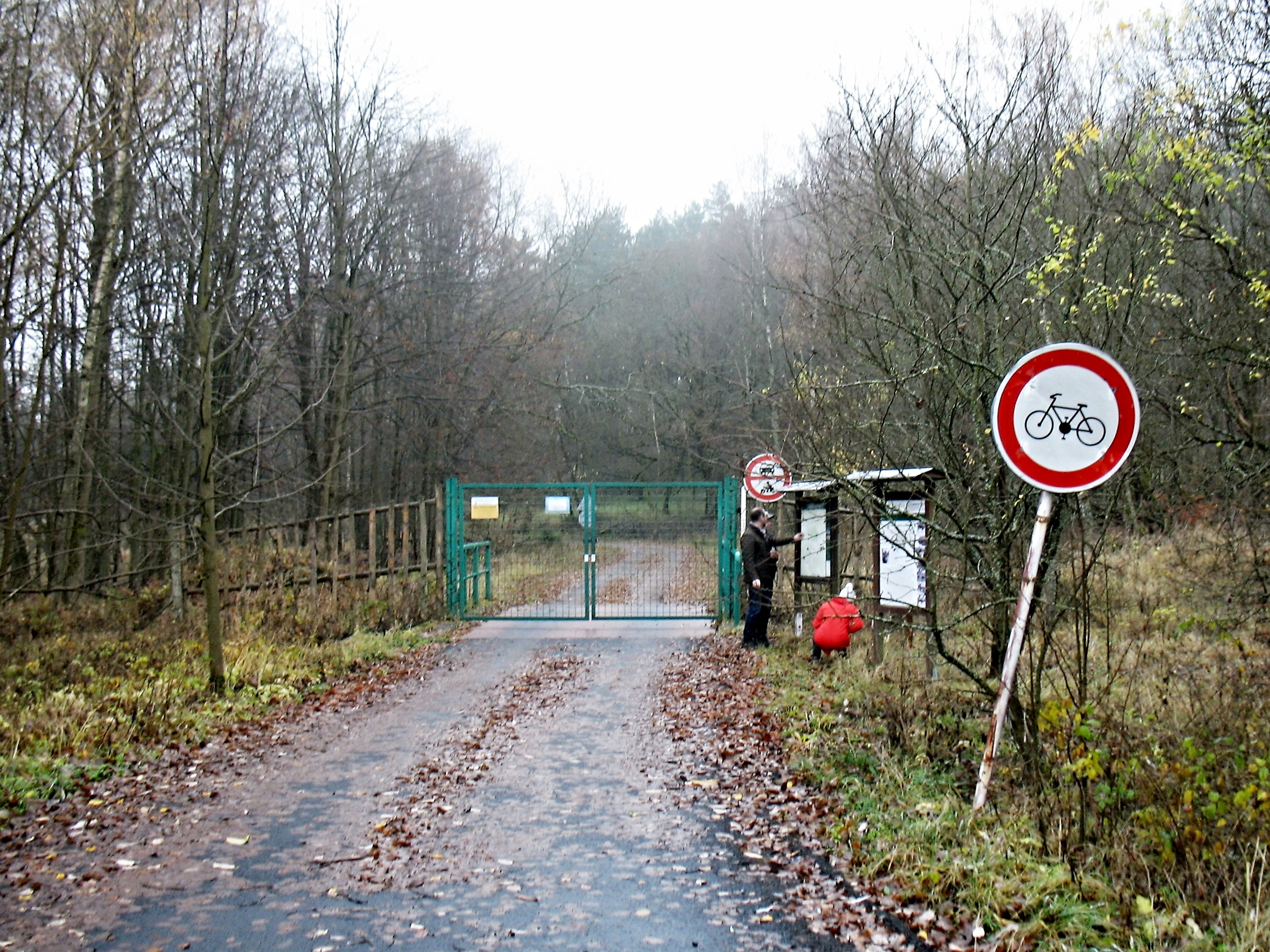
Vjezd do obory v prostoru zaniklé Dolní Noviny
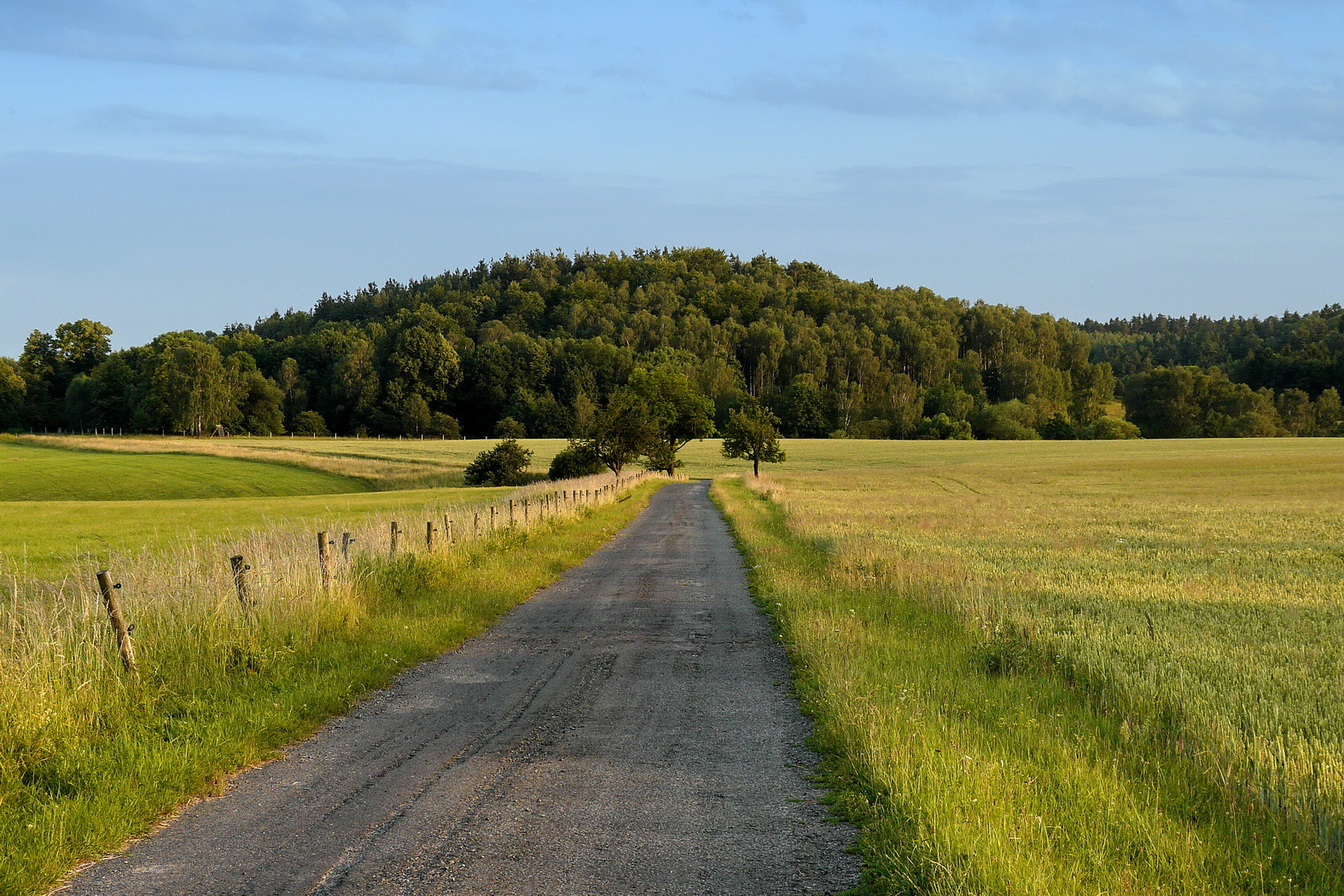
Lanův kopec, nejvyšší vrchol na území obory
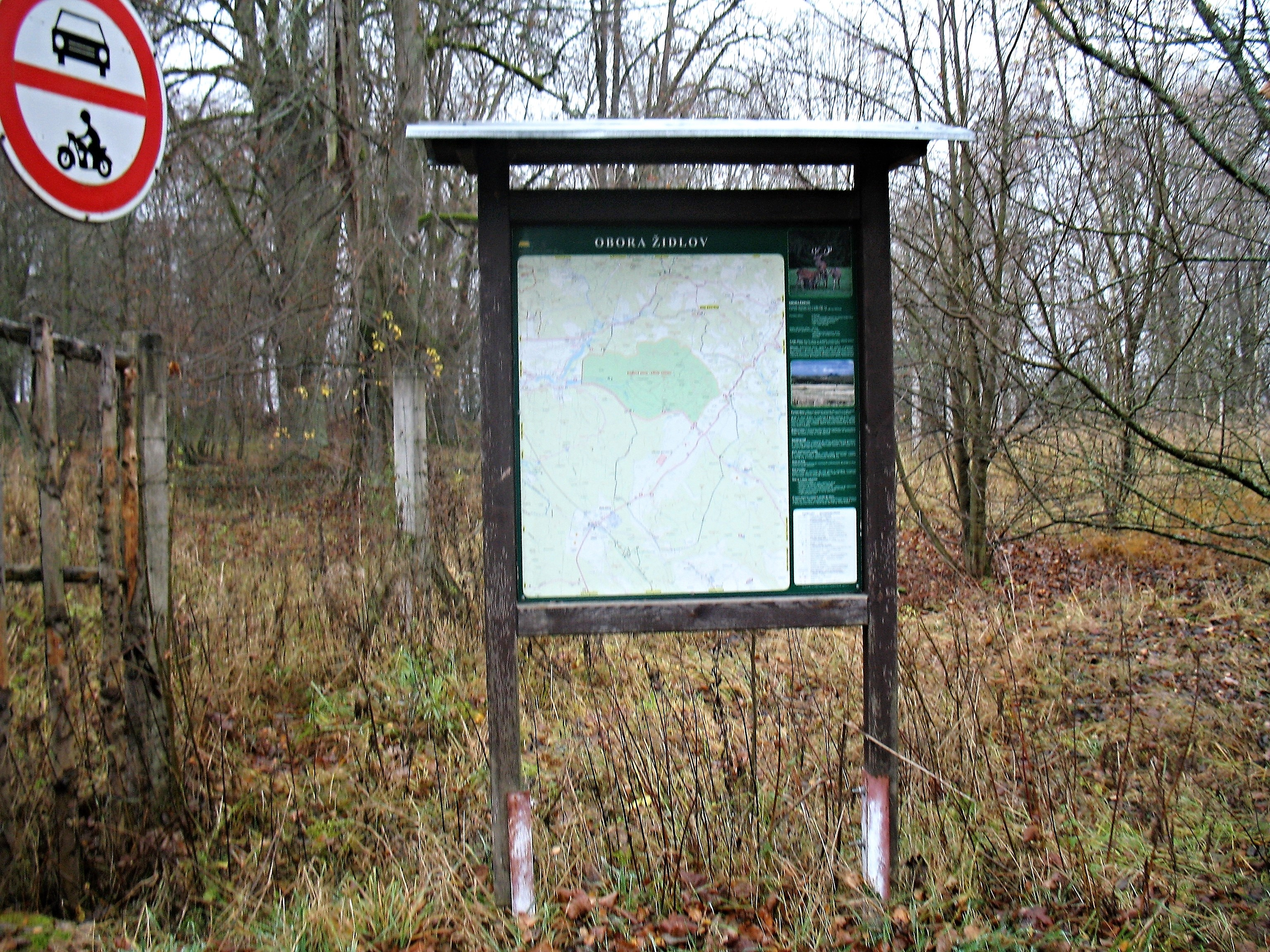
Informační tabule u vjezdu do obory
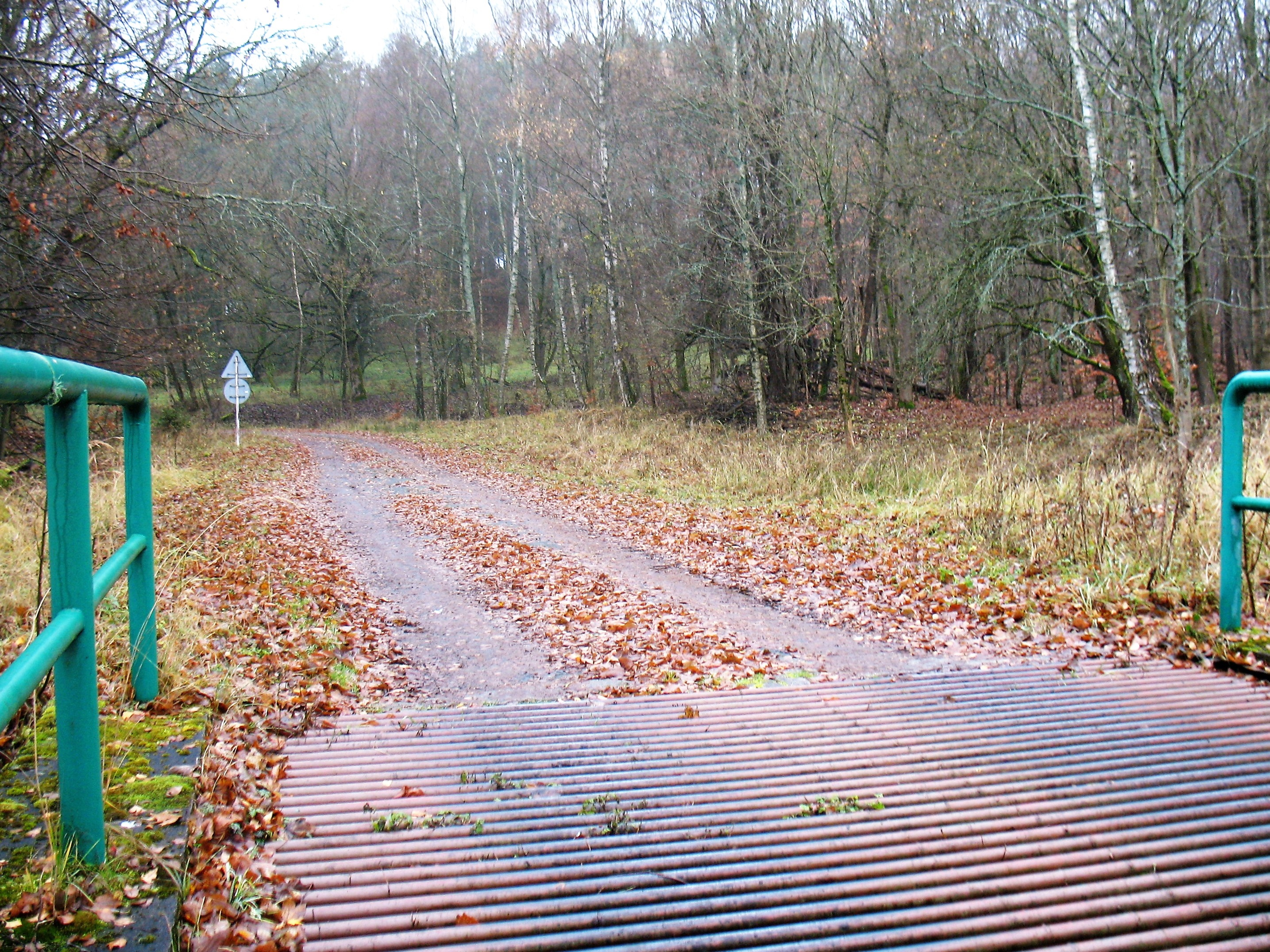
Pohled od brány k místům, kde stával v Dolní Novině kostel